# Joseph M. Brandriss
Joseph Mayer Brandriss (1er mars 1910, Ustrzyki Dolne, Autriche-Hongrie - 25 octobre 1975, Jérusalem, Israël,) est un rabbin français né en Pologne, aumônier militaire durant la Seconde Guerre mondiale, rabbin de Lille de 1945 à 1947, qui devient ensuite rabbin aux États-Unis.

## Éléments biographiques
Joseph Mayer Brandriss est né le 1er mars 1910 en Galicie, Pologne. Il est le fils de Chaim David Brandriss et de Sheindel Hadas Brandriss, une famille juive orthodoxe. Il a deux frères: Israël et Shmaryahu.
Il étudie au Séminaire israélite de France (SIF), à Paris, dans les années 1930. 
Il se marie avant la Seconde Guerre mondiale.
Durant la guerre, il est aumônier militaire auprès de la Deuxième armée française.
Il est fait prisonnier de guerre,.
À son retour de captivité, il divorce de son épouse.
Il devient Grand-rabbin du Nord de la France et le rabbin de Lille, de 1945 à 1947.
Il se remarie avec Perla Lipszyc, née à Stopnica, en Pologne, qui vient du milieu Haredim. Ils ont six enfants.
Il s'installe d'abord à Sudbury, en Ontario, Canada, puis il immigre aux États-Unis en 1947. De 1947 à 1949, il est rabbin à Wassau, Wisconsin, ensuite à Beacon, New York, puis à Austin au Texas, puis devient le rabbin de Har Tzeon Congregation, une communauté conservatrice, à Silver Spring, au Maryland, en 1949.
Il est aumônier des National Institutes of Health.
Il est actif dans la communauté juive conservatrice aux États-Unis. Il reçoit un doctorat honorifique du Jewish Theological Seminary of America en 1975.
Il est décédé à Jérusalem, Israël, le 25 octobre 1975, à l'âge de 65 ans et enterré au cimetière de Har Hamenouhot.

## Articles
- (en) Joseph M. Brandriss. Aimé Pallière: his life and death. Conservative Judaism. Vol. 10, No. 1, Fall 1955, pp. 38-44.